# 아드리안 센투리온
아드리안 리카르도 센투리온(스페인어: Adrián Ricardo Centurión, 1993년 1월 19일 ~ )는 아르헨티나의 축구 선수이다. 현재 아르헨티나 프리메라 디비시온의 CA 산로렌소에서 뛰고 있다.